# Света Марина (Боротино)
Вижте пояснителната страница за други значения на Света Марина.
„Света Марина“ (на македонска литературна норма: „Света Марина“) е възрожденска православна църква в прилепското село Боротино, Северна Македония. Църквата е под управлението на Преспанско-Пелагонийската епархия на Македонската православна църква.
Църквата е гробищен храм, разположен западно от селото. Изградена е и осветена в 1862 година от митрополит Венедикт Византийски. Представлява еднокорабна сграда, с висок свод и тристранна апсида отвън. Цялостно изписана е в 1862 година от зографа Станко от Крушево.
В притвора на църквата е запазена римска мраморна статуя без глава и част от гърдите.